# WCT Tournament of Champions 1986
Il WCT Tournament of Champions 1986 è stato un torneo di tennis giocato sulla terra verde. Si è giocato al West Side Tennis Club di Forest Hills negli Stati Uniti. È stata la 10ª edizione del singolare, la 7a del doppio. L'evento fa parte del Nabisco Grand Prix 1986. Si è giocato dal 5 all'11 maggio 1986.

## Campioni

### Singolare maschile
Yannick Noah ha battuto in finale  Guillermo Vilas con il punteggio di 7–6, 6–0

### Doppio maschile
Hans Gildemeister /  Andrés Gómez hanno battuto in finale  Boris Becker /  Slobodan Živojinović con il punteggio di 7–6, 7–5